# Guillaume Ier de Luxembourg
Pour les articles homonymes, voir Guillaume Ier.
Guillaume Ier de Luxembourg, né en 1081, mort en 1131, est comte de Luxembourg de 1096 à 1131. Il est le fils de Conrad, comte à Luxembourg et de Clémence d'Aquitaine.
Comme ses prédécesseurs, il a des démêlés avec l'archevêque de Trêves Bruno en 1122 et en 1127, ce qui lui vaut une excommunication. Il est le premier de sa famille à faire figurer le titre de comte de Luxembourg dans ses actes.

## Union et postérité
Il épouse vers 1105 Mathilde ou Luitgarde de Northeim, fille de Kuno, comte de Beichlingen, et a :
- Conrad II († 1136), comte de Luxembourg ;
- Guillaume, comte de Gleiberg, cité en 1131 et en 1158 ;
- Liutgarde (1120 † 1170), mariée à Henri II, comte de Grandpré ; leur fils cadet Robert de Grandpré est évêque de Verdun de 1208 à 1217.

## Sources
- Alfred Lefort, La Maison souveraine de Luxembourg, 1902.